# خورشیدگرفتگی ۱۱ مه ۲۰۹۷
خورشیدگرفتگی ۱۱ مه ۲۰۹۷ (به انگلیسی: Solar eclipse of May 11, 2097) یک خورشیدگرفتگی از نوع خورشیدگرفتگی کامل است. این خورشیدگرفتگی در تاریخ ۱۱ مه ۲۰۹۷ میلادی (‎۲۲ اردیبهشت ۱۴۷۶ خورشیدی) روی خواهد داد که زمان اوج آن، ساعت ۱۸:۳۴:۳۱ به‌وقت ساعت هماهنگ جهانی است. مدت زمان و طول این خورشیدگرفتگی ۳ دقیقه و ۱۰ ثانیه خواهد بود.